# يان كونين
يان كونين (بالهولندية: Jan Kounen) هو مخرج ومنتج أفلام فرنسي هولندي ولد في يوم 2 مايو 1964 في مدينة أوترخت. بدأ مهنته في سنة 1986. أشهر الأفلام التي أخرجها هو دوبرمان في سنة 1997 و توت في سنة 2004 و 99 فرنك في سنة 2007.